# Mostuea
Mostuea é um género botânico pertencente à família Gelsemiaceae.
1. ↑  «Mostuea — World Flora Online». www.worldfloraonline.org. Consultado em 19 de agosto de 2020